# Alexander's Feast
Alexander's Feast (HWV 75) és una oda amb música de Georg Friedrich Händel i llibret de Newburgh Hamilton. Hamilton va adaptar el seu llibret de l'oda de John Dryden's Alexander's Feast, or the Power of Music ("La festa d'Alexandre, o el poder de la música", 1697) que va escriure per celebrar el dia de Santa Cecília. Jeremiah Clarke (la partitura del qual s'ha perdut) també va posar música a la mateixa oda.
Händel va compondre la música pel gener de 1736, i l'obra es va estrenar en el Covent Garden Theatre de Londres, el 19 de febrer de 1736. En la seva forma original contenia tres concerts: un "Concert en si bemoll major per a arpa, llaüt, liricordi i altres instruments" HWV 294, en tres moviments, per a ser interpretat després del recitatiu Timotheus, plac'd on high de la primera part; un Concerto grosso en do major, en quatre moviments, per a oboès, fagot i corda, avui conegut com el "Concert d'Alexander's Feast" HWV 318, interpretat entre les parts I i II; i un "Concert per a orgue en sol menor" HWV 289 (i sol major) en quatre moviments per a orgue de cambra, dos oboès, fagot i corda, interpretat després del cor Let old Timotheus yield the prize de la segona part. El concert per a orgue i el d'arpa van ser publicats el 1738 per John Walsh com el primer i l'últim dels concerts d'orgue de Händel, Op.4. Händel va revisar la música per a interpretacions posteriors, el 1739, 1742 i 1751. Donald Burrows ha analitzat les revisions de Händel de la partitura.
L'obra descriu un banquet celebrat per Alexandre el Gran i la seva amant Tais a la ciutat persa de Persèpolis. Durant la festa el músic Timoteo canta i toca la seva lira, suscitant diversos estats d'ànim en Alexandre fins que finalment es veu incitat a cremar la ciutat en venjança pels soldats grecs que han mort.
La peça va tenir gran èxit i va animar a Händel a fer la transició de les òperes italianes a les obres corals en anglès. Els solistes de l'estrena van ser les sopranos Anna Maria Strada i Cecilia Young, el tenor John Beard, i un baix anomenat Erard (de nom de pila desconegut).

## Estructura

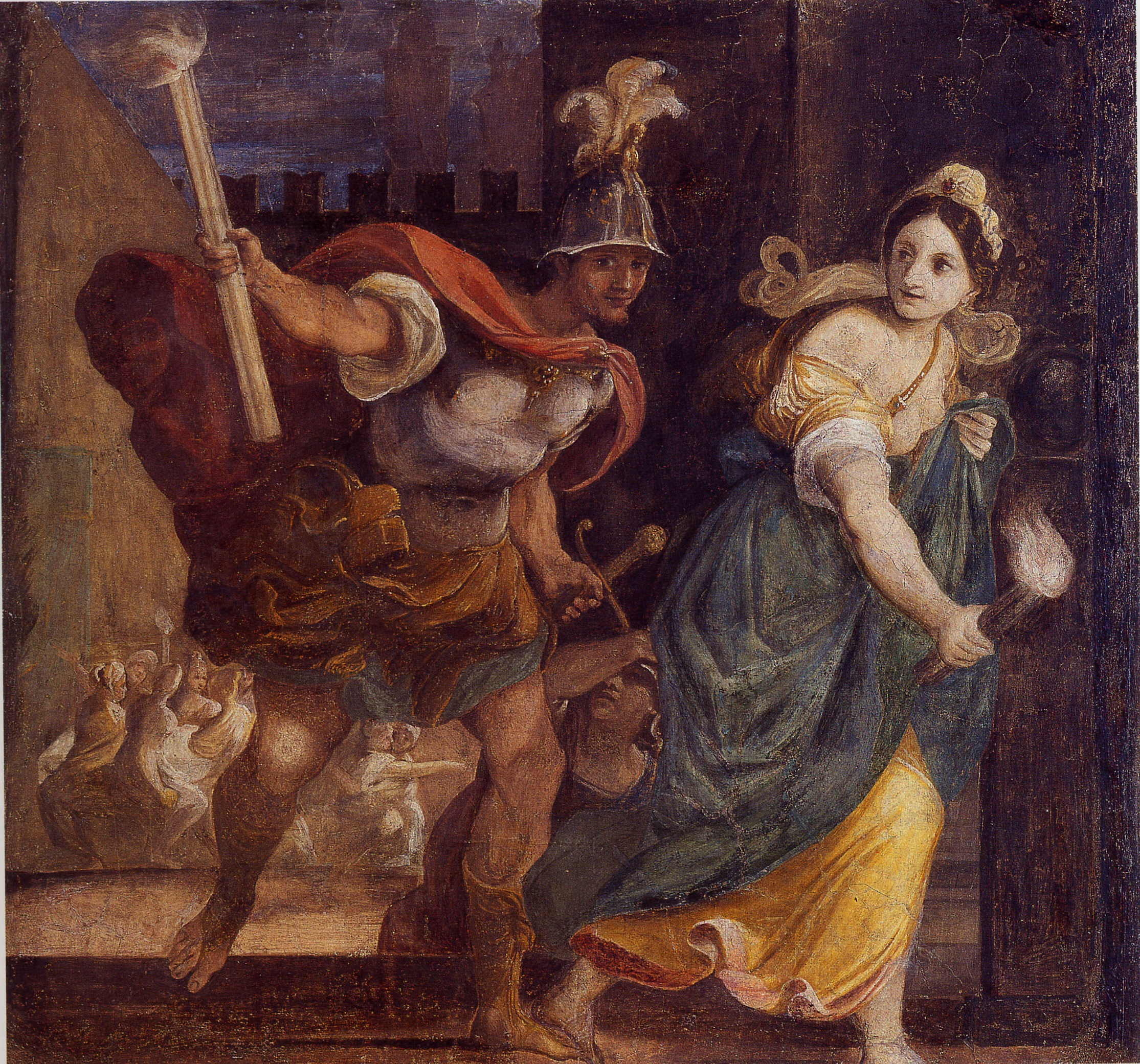
Alexandre i Tais cremant Persèpolis, en un quadre de Ludovico Carracci

- Part I:

1. Overture
2. Recitatiiu (tenor): 'Twas at the royal feast
3. Ària and Cor (tenor): Happy, happy pair
4. Recitatiiu: Timotheus plac'd on high
5. Concert per a arpa, opus 4, núm. 6 en si bemoll
6. Recitatiiu: The song began from Jove
7. Cor: The list'ning crowd
8. Ària (soprano): With ravish'd ears
9. Recitatiiu: The praise of Bacchus
10. Ària i cor: Bacchus ever fair and young
11. Recitatiiu: Sooth'd with the sound
12. Recitatiiu: He chose a mournful muse
13. Ària (soprano): He sung Darius, great and good
14. Recitatiiu: With downcast looks
15. Cor: Behold Darius great and good
16. Recitatiiu: The mighty master smil'd
17. Arioso (soprano): Softly sweet in Lydian measures
18. Ària (tenor): War, he sung, is toil and trouble
19. Cor: The many rend the skies with loud applause
20. Ària (soprano): The prince, unable to conceal his pain
21. Cor: The many rend the skies with loud applause

- Part II:

1. Recitatiiu and Cor: Now strike the golden lyre again
2. Ària (baix): Revenge, Timotheus cries
3. Recitatiiu: Give vengeance the due
4. Ària (tenor): The princes applaud with a furious joy
5. Ària i cor (soprano): Thais led the way
6. Recitatiiu (tenor): Thus long ago
7. Cor: At last divine Cecilia came
8. Recitatiiu (solistes + Cor): Let old Timotheus yield the prize
9. Cor: Let old Timotheus yield the prize
10. Concert per a orgue, opus 4 núm. 1
11. Cor: Your voices tune

## I-book
- Partitura d'Alexander's Feast (ed. Friedrich Chrysander, Leipzig 1861)